# Не без моје ћерке
Не без моје ћерке (енгл. Not Without My Daughter) амерички је драмски филм из 1991. године. Темељен је на истоименој књизи Американке Бети Махмуди, која описује бег ње и њене ћерке из Ирана, где их је њен супруг држао као таоце 18 месеци. Филм је сниман 1990. године у САД, Турској и Израелу. Главне улоге су тумачили Сали Филд као Бети, Алфред Молина као њен супруг Сајед Бозорг „Муди” Махмуди, Шила Розентал као њихова ћерка Махтоб и Рошан Сет као кријумчар Хусеин.

## Улоге
| Глумац          | Улога                       |
| --------------- | --------------------------- |
| Сали Филд       | Бети Махмуди                |
| Алфред Молина   | Сајед Бозорг „Муди” Махмуди |
| Шила Розентал   | Махтоб Махмуди              |
| Рошан Сет       | Хусеин                      |
| Сара Бејдел     | Никол                       |
| Мони Реј        | Амех Бозорг                 |
| Гиоргос Корафас | Мозен                       |

## Пријем

### Комерцијални пријем
Филм је лоше дебитовао и зарадио је мање од 15 милиона долара на благајнама у САД и Канади. Филм је додатно пао у другој недељи. На међународном нивоу, зарадио је 28 милиона долара, што је укупно 43 милиона долара у свету.

### Критички пријем
Филм има оцену од 53% одобравања на Rotten Tomatoes-у, на основу 17 рецензија.
Роџер Иберт из Chicago Sun-Times написао је: „Ево збуњујућег и фрустрирајућег филма, који ради са великом вештином да укључи наше емоције, док истовремено износи моралне и расне тврдње које су дубоко забрињавајуће.” Он је навео да „не игра поштено са својим муслиманским ликовима. Ако би се у Америци снимио филм тако језиве и злобне природе о било којој другој етничкој групи, био би осуђен као расистички и са предрасудама ... Ипак, препоручујем да се филм погледа, из два разлога. Први разлог је неоспорна драмска снага његове структуре и глумаца; немогуће је не поистоветити се са овом мајком и њеном ћерком, а Филд је веома ефективна као храбра, сналажљива жена која је одлучна да ослободи себе и своју ћерку заточеништва. Други разлог је теже објаснити. Мислим да се филм треба гледати као позив на размишљање.”
Иако Иранци нису приказани у потпуно негативном светлу, јер филм приказује великодушне и храбре Иранце који контактирају Бети и организују бекство ње и њене ћерке, ови „добри” Иранци су високог порекла и противници режима Исламске републике, приказани како слушају европску класичну музику. Године 2016, Газела Емами из Vulture-а, обележавајући 25 година од објављивања филма, закључила је да је Не без моје ћерке постао познат по томе што је додатно застрашио Американке у вези забављања или удаје за Иранце.
Музика Џерија Голдсмита такође није била добро примљена. Џеј Бојар из Orlando Sentinel-а назвао ју је „манипулативном на нивоу ТВ филма”, док је Џејсон Анкени из AllMusic-а написао: „Партитура Џерија Голдсмита не побија оптужбе својих противника за расизам”.

## Награде и номинације
Шила Розентал је освојила награду за најбољу глумицу на додели Награда младих уметника.
Сали Филд је номинована за Златну малину за најгору глумицу 1991, али је изгубила од Шон Јанг за улогу у филму Пољубац пред смрт.

## Последице
Алфред Молина је у интервјуу за часопис Time Out потврдио да га је ударио човек који је мрзео његов бруталан приказ др Махмудија у филму.
У документарцу Без моје ћерке из 2002. године, Сајед Бозорг Махмуди је покушао да оповргне причу из књиге и филма.